# Yelena Andreyanova
Yelena Ivánovna Andreyánova (en ruso: Еле́на Ива́новна Андрея́нова; San Petersburgo, Imperio ruso, 1 de juliojul./ 13 de julio de 1819greg.-París, Francia, 16 de octubrejul./ 28 de octubre de 1857greg.) fue una bailarina de ballet rusa, una de las más destacadas del ballet romántico.

## Biografía
A los diez años de edad ingresó a la escuela de teatro de San Petersburgo, fue educada por el coreógrafo italiano Filippo Taglioni y su hija Marie Taglioni, la máxima estrella del ballet romántico de la época. Se graduó en 1837 y fue aceptada en la compañía Ballet Mariinski, una de las más importantes de la historia, donde fue la primera bailarina rusa en interpretar el papel protagónico en Giselle (1842) y La Péri (1844); además del ballet de dos actos, Paquita (1847). Fue la amante de Aleksandr Godunov, el director del teatro imperial. Cierto antagonismo se desarrolló entre ambos tras la llegada de las bailarinas Taglioni y Fanny Elssler, quienes interpretaron partes que estaban asignadas a Andreyánova. Para calmar la ira de su amante, el director Godunov le ofreció el papel principal en la compañía de ballet del Teatro Bolshói. Sin embargo, en la compañía surgieron más rivalidades, al estar molestos por la remoción de los bailarines principales y la prima ballerina Catherine Sankovski. Durante sus actuaciones, Andreyánova fue abucheada en varias ocasiones, permaneció quince años en la compañía. Durante su estadía recorrió Europa, se presentó en París, Hamburgo, Bruselas y Milán. Sin embargo, la Ópera de París no llegó a pagarle sus actuaciones y le exigió una tarifa. En Italia se presentó en el Teatro de La Scala, donde fue recibida con entusiasmo e incluso se entregaron medallas en su honor. El coreógrafo francés Jules Perrot escribió para Andreyánova dos papeles, el primero como Black Fairy en Adana (1850) y como la condesa Bertha en Wayward Wife (1851). Durante su gira en Londres no tuvo el éxito esperado y al regresar a su hogar terminó su relación con Godunov. Fue despedida del teatro imperial en 1854.
Organizó por su cuenta una gira dentro de Rusia junto a varios artistas del Teatro Bolshói y de la escuela de ballet de Moscú, ella dirigía y gestionaba todo. Andreyánova tuvo la idea de un espectáculo de dos actos para la gira llamada «Fuente de Bajchisarái», el ballet se inspiró en el poema homónimo de Aleksandr Pushkin y fue estrenado en 1854. Sin embargo, la gira fue interrumpida por amenazas de bombardeo de la guerra de Crimea hacia la ciudad de Vorónezh. Al final la compañía se disolvió y Andreyánova tuvo problemas financieros. La demanda de energía en el trabajo provocaron que su salud y la de sus bailarines decayera. Regresó a San Petersburgo con la salud agravada, para más adelante viajar a París para recibir tratamiento. Murió en la capital francesa en 1857 por agotamiento nervioso a la edad de 38 años. Fue enterrada en el Cementerio del Père-Lachaise del XX Distrito de París.

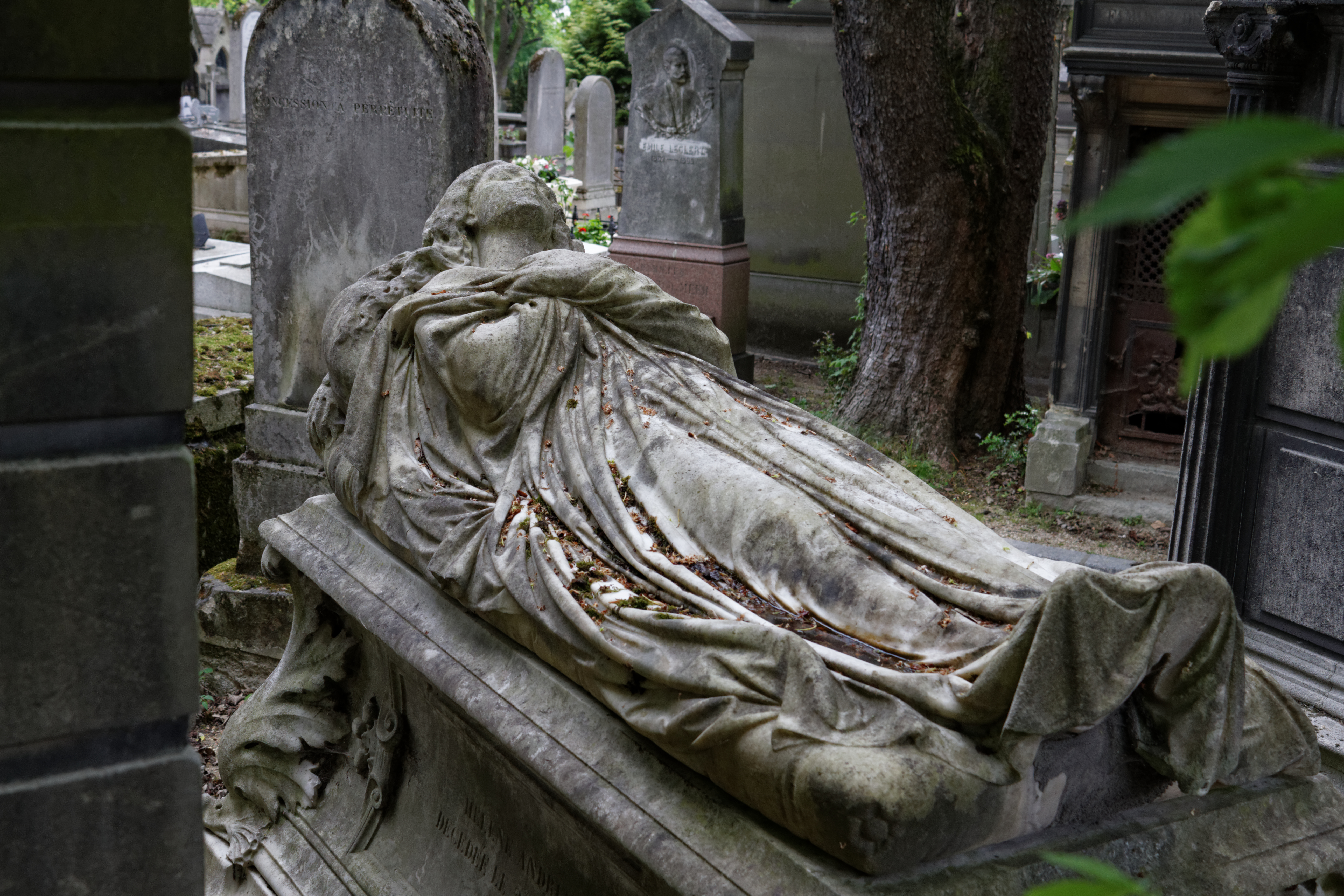
Tumba de Andreyánova, del escultor italiano Antonio Rosetti.